# Касета (техніка)
Касе́та (рос. кассета, англ. cassette, нім. Kassette f) — взаємозамінний пристрій, який забезпечує оптимальні умови зберігання, обробки та транспортування деталей, елементів конструкцій і матеріалів. Приклад касети — ящики для цементації, підвіски для гальванічних ванн, касети-контейнери трубопровідного транспорту тощо.

## Різновиди
Касета для бурових штанг — пристрій для розміщення бурових штанг. Розміщується на мачті за допомогою кронштейнів. Має два сектори, її поворот здійснюється за допомогою гідроциліндра.